# Bose (cràter)
|  | No s'ha de confondre amb Bode (cràter). |

Bose és un cràter d'impacte que es troba a la cara oculta de la Lluna, a l'hemisferi sud. Es troba just al nord-oest del cràter més petit Bhabha, i al sud-est d'Alder.

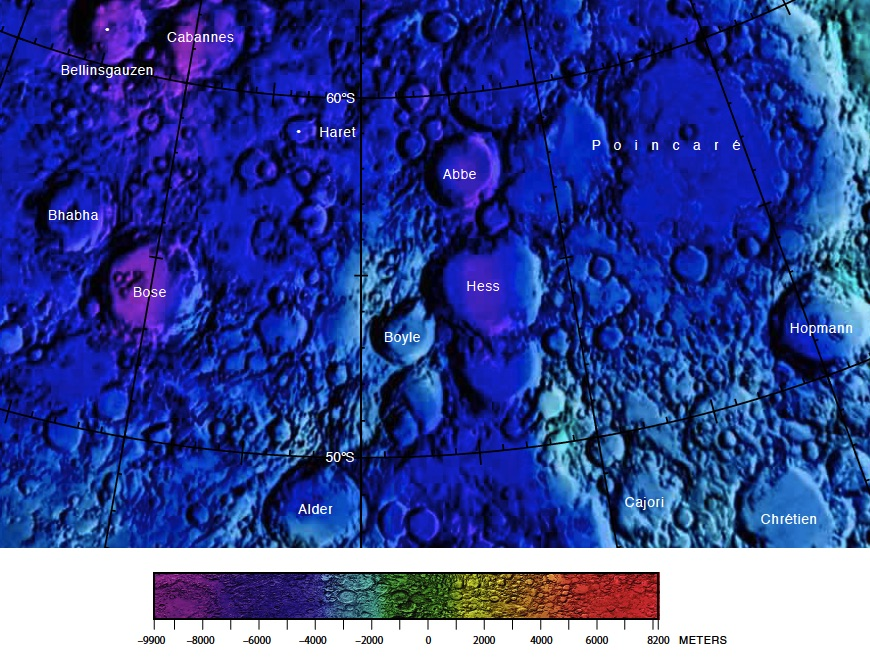
Localització de Bose (centre esquerra de la imatge)
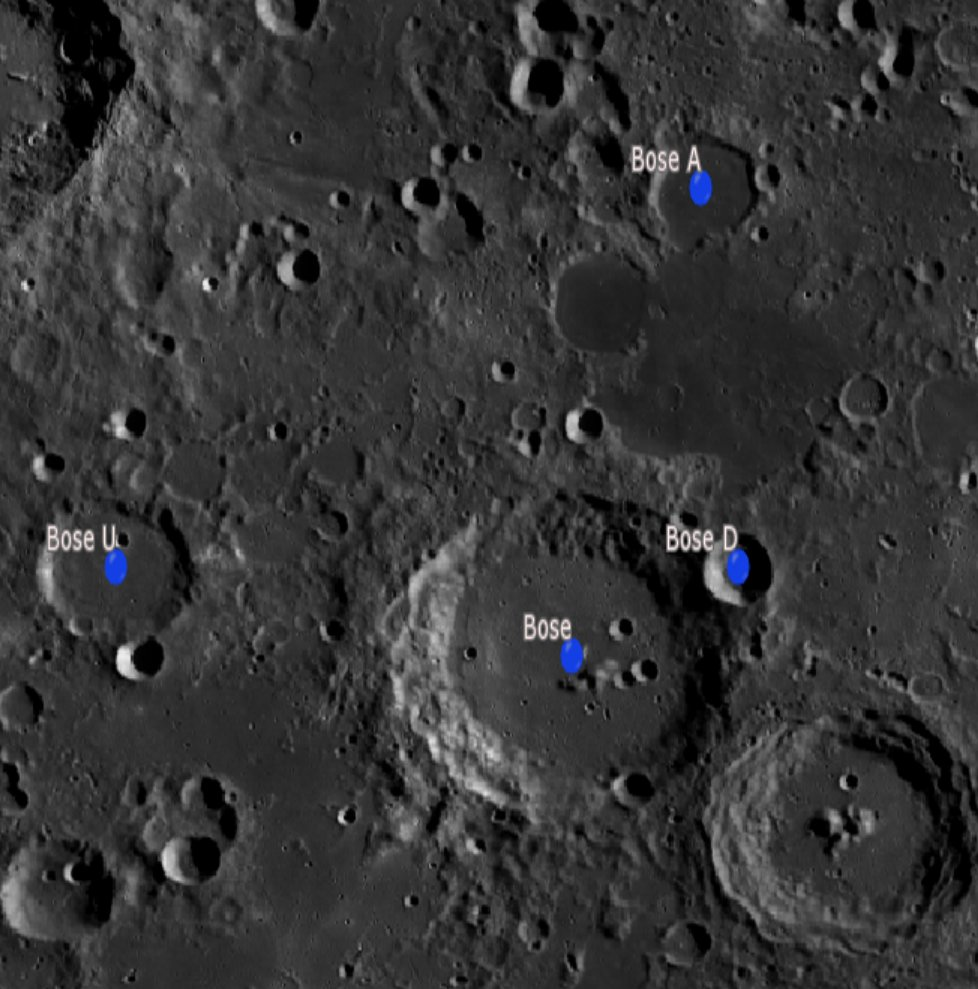
Cràters satèl·lit
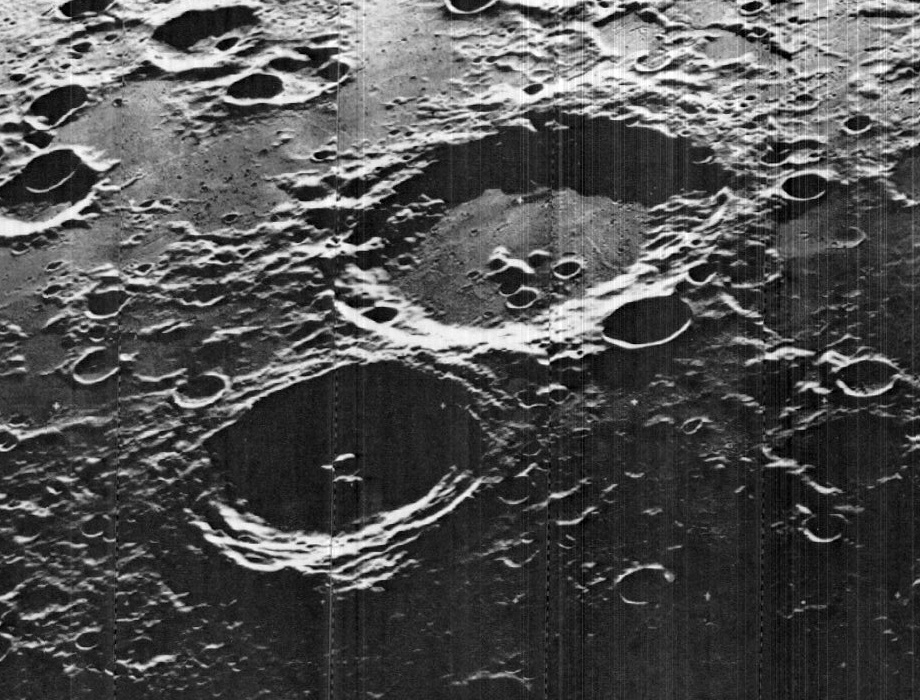
Vista obliqua des de la missió Lunar Orbiter 5 amb Bose (a dalt dreta) i Bhabha (baix esquerra)

La vora exterior de Bose s'ha desgastat i ha estat arrodonida per successius impactes, tot i que encara està ben conservada la forma de la paret. El pis interior presenta un mínim pic central lleugerament desplaçat cap al sud-est del punt mig. Hi ha diversos petits cràters que marquen l'interior, incloent tres a l'est de el pic central.
El petit cràter satèl·lit Bose D està situat a través del contorn est-nord-est, i un cràter més petit apareix a la paret interior del sud-est.

## Cràters satèl·lit
Per convenció aquests elements són identificats en els mapes lunars posant la lletra en el costat del punt central del cràter que està més proper a Bose.
| Bose | Coordenades                            | Diàmetre |
| ---- | -------------------------------------- | -------- |
| A    | 49° 18′ S, 166° 30′ O / 49.3°S,166.5°O | 28 km    |
| D    | 52° 42′ S, 166° 06′ O / 52.7°S,166.1°O | 20 km    |
| U    | 52° 48′ S, 174° 36′ O / 52.8°S,174.6°O | 38 km    |